# De Mens
De Mens est un groupe belge de rock du Brabant flamand composé de Frank Vander linden, Michel De Coster et Dirk Jans. 

## Historique
En 1992, Frank Vander linden et Michel De Coster, deux amis de longue date, sortent un premier single, Dit is mijn Huis (C'est ma maison), et un premier album, De Mens (L'être humain). C'est le début d'une longue liste de succès en Flandre, où le groupe se produira plus de 500 fois, un succès dû au moins en partie à la force et à la finesse des textes en néerlandais écrits et chantés par Vander linden, ex-journaliste rock à Humo. L'album Ik wil meer (Je veux plus) en 1994 est suivi en 1996 de Wil je beroemd zijn? (Veux-tu être célèbre?), où apparaît pour la première fois le batteur Dirk Jans. La tournée en partie acoustique  de l'automne 1997 est suivie en 1998 de la double compilation De Mens Deluxe - Het Beste Van De Mens,. 
Le ton change un peu en 1999, avec l'album Sex verandert alles (Le sexe change tout). Liefde (Amour) sort en 2001. En 2003, De Mens entre dans les charts avec l'album Blond, sort la compilation Essential et est à l'affiche du festival TW Classic (après Rock Werchter en 1999 et en 2001; Dour en 1999, 2001 et 2003; et avant le Pukkelpop en 2005).
Akoestisch (Acoustique) sort en 2004. Il est suivi en 2005 par In het gras (Dans l'herbe) et, en 2007, par Onder de duinen (Sous les dunes).
Après un intermède pendant lequel Vander linden sort un album solo qui est un succès dans les charts, De Mens revient en 2010 avec Is dit mijn hart? (C'est mon cœur?) et invite les Liégeois d'Été 67 à faire des premières parties sur la tournée de promotion de l'album.

## Discographie

### Albums
- De Mens (1992)
- Ik wil meer (1994)
- Wil je beroemd zijn? (1995)
- De Mens Deluxe (1997, compilation)
- Het Beste van De Mens (1999, compilation)
- Sex verandert alles (1999)
- Liefde (2001)
- Blond (2003)
- Essential (2003, compilation)
- Akoestisch (2004, compilation)
- In het gras (2005)
- Onder de duinen (2007)
- Is dit mijn hart? (2010)
- Muziek! (2012)
- Nooit genoeg (2015)
- 24 uur (2017)